# 塔尔丹冈
塔尔丹冈（法語：Tardinghen，法語發音：[taʁdɛ̃ɡɑ̃]）是法国上法蘭西大區加来海峡省的一个市镇，属于滨海布洛涅区。

## 地理
塔尔丹冈（50°51'58"N, 1°37'49"E）面积8.72 平方千米，位于法国上法蘭西大區加来海峡省，该省份为法国北部沿海省份，西北濒北海，南至索姆省，东临北部省。
与塔尔丹冈接壤的市镇（或旧市镇、城区）包括：欧当贝尔、欧丹冈、巴赞冈、维桑。
塔尔丹冈的时区为UTC+01:00、UTC+02:00（夏令时）。

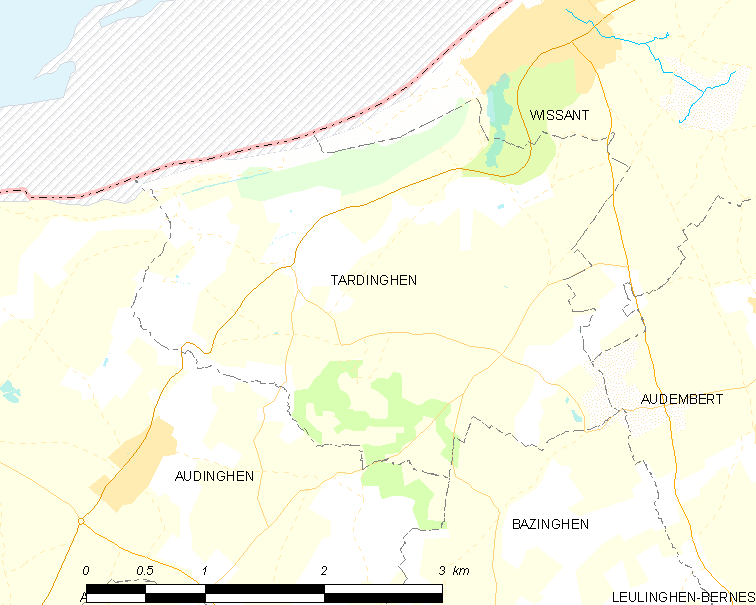
塔尔丹冈的OSM定位图

## 行政
塔尔丹冈的邮政编码为62179，INSEE市镇编码为62806。

## 政治
塔尔丹冈所属的省级选区为代夫勒县。

## 人口

1962-2008年间塔尔丹冈人口变化图示

塔尔丹冈于2022年1月1日时的人口数量为150人。